# ミーズ・ヒルハース
ミーズ・ヒルハース（Mees Higers、2001年5月13日 - ）は、オランダ・アメルスフォールト出身のサッカー選手。FCトゥウェンテ所属。ポジションはDF。

## 経歴
2018年12月6日、FCトゥウェンテと3年間のプロ契約を結び、2020年12月5日、エールディヴィジのアヤックス・アムステルダム戦にてプロデビューを果たした。

## 代表経歴
2022年にはU-21サッカーオランダ代表に選出されたが、2024年9月にインドネシア代表としてプレーすることを選択した。

## 人物
オランダのアメルスフォールトにて、オランダ人の父とインドネシア人の母の間に生まれた。